# Apogon holotaenia
Apogon holotaenia är en fiskart som beskrevs av Regan, 1905. Apogon holotaenia ingår i släktet Apogon och familjen Apogonidae. Inga underarter finns listade i Catalogue of Life.